# Meadow Lark Lake
Meadow Lark Lake è un census-designated place degli Stati Uniti d'America, situato nella Contea di Big Horn dello stato del Wyoming. Nel censimento del 2000 la popolazione era di 8 abitanti.

## Geografia fisica
Secondo i rilevamenti dell'United States Census Bureau, la località di Meadow Lark Lake si estende su una superficie di 50,0 km², dei quali 49,1 km² occupati da terre e 0,9 km² da acque.

## Popolazione
Secondo il censimento del 2000, a Meadow Lark Lake vivevano 8 persone, ed erano presenti 2 gruppi familiari. La densità di popolazione era di 0,2 ab./km². Nel territorio comunale si trovavano 46 unità edificate. Per quanto riguarda la composizione etnica degli abitanti, l'87,50% era bianco e il 12,50% apparteneva a due o più razze.
Per quanto riguarda la suddivisione della popolazione in fasce d'età, il 62,5% era al di sotto dei 18, lo 0% fra i 18 e i 24, lo 0% fra i 25 e i 44, il 37,5% fra i 45 e i 64, mentre infine lo 0% era al di sopra dei 65 anni di età. L'età media della popolazione era di 24 anni. Per ogni 100 donne residenti vivevano 166,7 uomini.